# کلام‌الله الحافظ
کلام‌الله الحافظ (کلام‌الله الحافظ بن مات الراوی؛ زادهٔ ۳۰ ژوئیهٔ ۱۹۹۵) بازیکن فوتبال است.
وی همچنین در تیم ملی فوتبال مالزی بازی کرده‌است.